# Georgi Stoikowski
Georgi Ivanov Stoikovski  (né le 10 mai 1941 à Pazardjik et mort le 4 mai 2023) est un athlète bulgare, spécialiste du triple saut.

## Biographie
Septième des Jeux olympiques de 1964, Georgi Stoikowski remporte la médaille d'or des Championnats d'Europe de 1966, à Budapest, signant avec la marque de 16,67 m la meilleure performance de sa carrière. Il devance d'un centimètre l'Est-allemand Hans-Jürgen Rückborn et de huit centimètres le Hongrois Henrik Kalocsai.
Il se classe neuvième des Jeux olympiques de 1968 
avec 16,46 m.
Il remporte à sept reprises les Championnats de Bulgarie en plein air de 1964 à 1966, et de 1968 à 1971

### Palmarès
| Date | Compétition                    | Lieu     | Résultat | Marque  |
| ---- | ------------------------------ | -------- | -------- | ------- |
| 1964 | Jeux olympiques                | Tokyo    | 7e       | 16,10 m |
| 1965 | Universiade                    | Budapest | 5e       | 16,29 m |
| 1966 | Championnats d'Europe          | Budapest | 1er      | 16,67 m |
| 1968 | Jeux olympiques                | Mexico   | 9e       | 16,46 m |
| 1969 | Championnats d'Europe          | Athènes  | 12e      | 15,14 m |
| 1971 | Championnats d'Europe en salle | Sofia    | 7e       | 16,00 m |

### Records
| Épreuve     | Performance | Date             | Lieu     |
| ----------- | ----------- | ---------------- | -------- |
| Triple saut | 16,67 m     | 4 septembre 1966 | Budapest |